# ツゲ
ツゲ（黄楊、柘植、樿、学名 : Buxus microphylla var. japonica）は、ツゲ科ツゲ属の常緑低木。別名で、ホンツゲ、アサマツゲ、コツゲなどともよばれる。主に西日本の暖かい地域に分布し、伝統的に細工物の材木として貴重とされ、高級な櫛や将棋の駒,そろばんの珠の材として知られるほか、垣根や庭木の植栽にも使われる。日本の固有変種。

## 名称

### 和名
「ツゲ」と呼ばれる植物は、1変種 B. microphylla var. japonica を指すが、ツゲ属の総称としても用いる。また、庭木として用いる場合に、分類が異るモチノキ科のイヌツゲも、しばしば「ツゲ」と呼ばれる。
この和名「ツゲ」の語源には諸説あり、葉が次々と密になって出てくることから「次ぎ」とするもの、春から梅雨にかけて黄色みを帯びることから「梅雨黄（つゆき）」とするもの、木目が細かく詰まって丈夫であることから「強木目木（つよきめぎ）」とするものなどがある。

#### 異称
ツゲは関東以西に広く分布し、いろいろな異称（方言）を持っている。イヌツゲと区別するために「ホンツゲ」、伊勢地方では朝熊山に分布するので「アサマツゲ」、伊豆諸島では「ベンテンツゲ」、「ハチジョウツゲ」（八丈島）、「ミクラジマツゲ」（御蔵島）など。
ほかにも、「サワフタギ」（兵庫県）、「ウツギ」（徳島県）、ハマクサギ（高知県）、コアカソ、イボタなどの異名がある。

### 日本国外での名称
英語ではツゲを「box」といい、ツゲ一般を「common box」や「boxwood」と言う。もともとコリント人がこうした木材を使ってピュクシス（木箱）を作っていたのが語源である。特にセイヨウツゲを指して「European Box」、コーカサス地方のものを「Georgian Box」、「Caspian Box」（カスピアツゲ）、日本のものを「Japanese Box」などと呼ぶ。
「箱」を意味する「box」も、ツゲを意味する「box」も、いずれも語源は古代ギリシアのピュクシスに遡ると考えられている。
中国ではツゲ一般を「黄楊」と書くが、これは後述する別種又は別亜種のタイワンアサマツゲ Buxus sinica又はBuxus microphylla subsp. sinica にあたり、日本のツゲを特に指す場合は「小葉黄楊」と書く。

### 学名
学名は、Buxus microphylla Siebold et Zucc. の変種、var. japonica (Müll.Arg. ex Miq.) Rehder et E.H.Wilson が与えられている。
属名の"Buxus"は、ツゲが木箱に利用されることから、「化粧箱（ピュクシス）」を意味する古代ギリシア語の「Πύξας」のラテン表記「Puxas」を由来としている。種小名の"mycrophylla"は「小さい葉」を意味する。"japonica"は「日本の」を意味する。
『The Plant List』では、この変種を認めず Buxus microphylla のシノニムとしている。
日本植物分類学会の『Flora of Japan Database（日本植物誌データベース）』では、種内分類を与えず Buxus microphylla とし、備考の中で、由来不明の栽培種 Variety microphylla について触れている。さらに、同じく種内分類を与えずにヒメツゲについても解説している。
米倉（2012）では、ヒメツゲを栽培種 var. microphylla とし、永益（1995）はヒメツゲについて『栽培品だけが知られ、自生地は不明である。』と解説をしている。
本記事では、最新の日本産の植物目録である米倉（2012）に従い、Buxus microphylla var. japonicaを採用した。

## 植物学的特徴

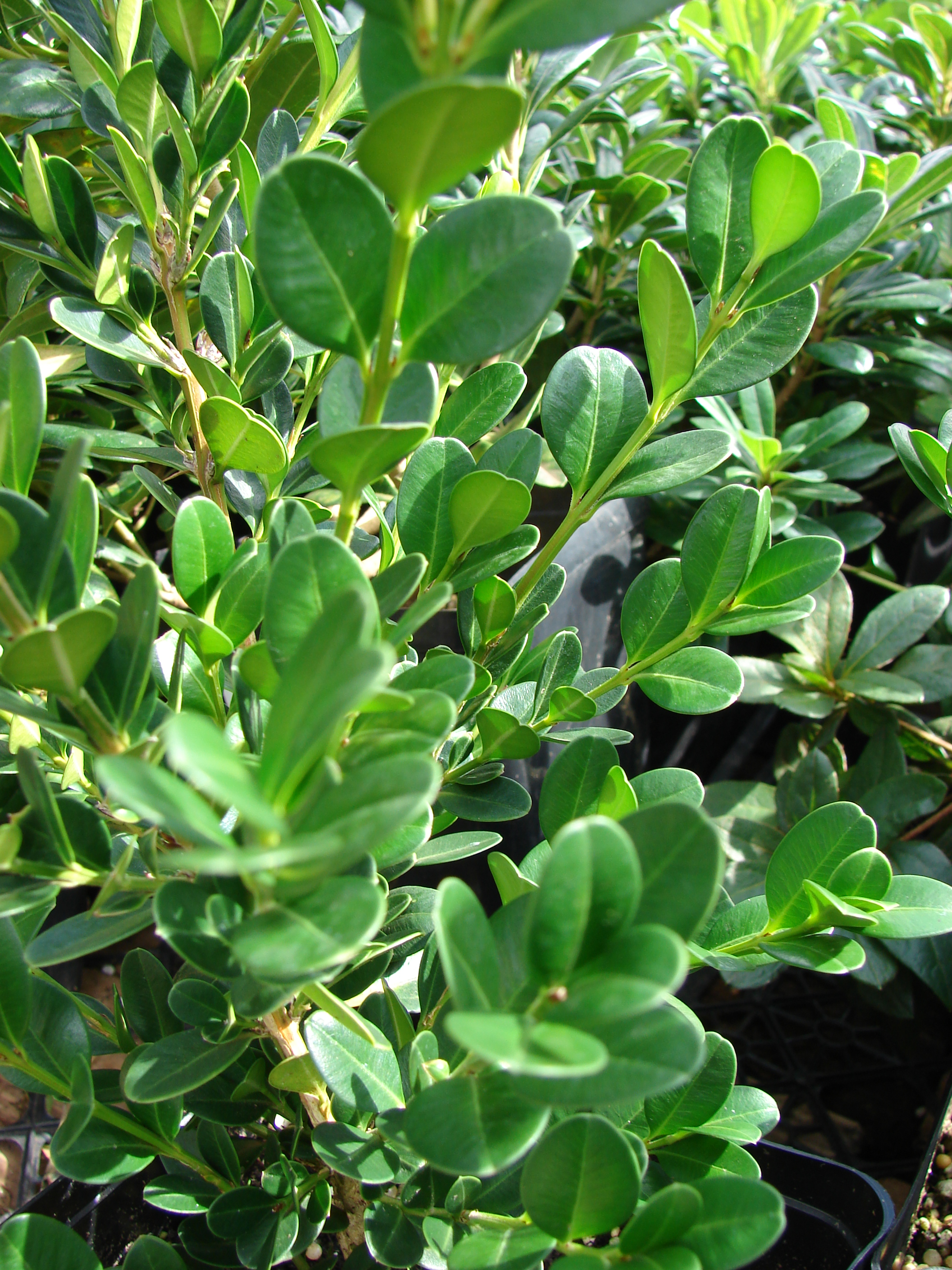
倒卵型で小ぶりな葉が密に対生するのが特徴。

### 生育環境と分布
日本の山形県・佐渡島以西の本州、四国、九州の屋久島以北に自然分布する。自生地の北限は山形県だが、いずれも現存する自生地は限定的で、例えば、福岡県のレッドリストでは絶滅危惧II類と評価されていたり、自生地が天然記念物に指定されている場合もある（#自生地を参照）。
石灰岩地や蛇紋岩地を好み、山地の石灰岩岩地などに自生するが、人の手によって庭にも植栽される。

### 形態
常緑広葉樹の低木から小高木で、樹高は通常1 - 3メートル (m) 、高いもので4 mほどになるが、稀に10 mまで成長するものもある。幹は直立して10センチメートル (cm) ほどの太さになる。樹皮は灰白色から淡い褐色で、成木は樹皮にうろこ状の筋が入り、滑らかである。小枝は断面がほぼ四角形になる。
葉は対生し、葉身は倒卵形から長楕円形、やや厚みのある革質で光沢があり、1 - 3.5 cm程度と小ぶりで、葉先は小さくへこむ。葉柄は非常に短い。冬の葉は赤味を帯びる。
開花時期は春（3 - 4月）。雌雄同株。枝先や葉腋から花序が出て、淡黄色の小さな花弁のない花が、葉腋から小枝の先端に束生する。花序の中央には雌花（雌蕊1個、萼6個）が1つあり、これをいくつかの雄花（雄蕊4個、萼4個）がとり囲んでいる。先が3つに割れた雌蕊には樽のような膨らみをもつ緑色の子房がある。雄蕊の先端には黄色い葯をつけている。
果実は3本の花柱が合わさって子房を形成し、楕円形から倒卵形で長さ1 cmほどの蒴果をつくり、黒く堅い種子が2つ入った室が3つできる。実の先端には花柱が残る。秋、9 - 10月に果実が熟して裂け、種を放出する。
冬芽は葉腋につき、葉痕は楕円形で維管束痕が1個つく。冬芽のうち、丸くて白っぽいものは花芽で、葉芽は長楕円形で膜質の芽鱗に包まれる。

### 分類
米倉（2012）では、日本に分布するツゲ属を下記の通りに分類している。
- Buxus microphylla Siebold et Zucc.
  - subsp. microphylla
    - var. insularis Nakai チョウセンヒメツゲ（シマヒメツゲ、タイシャクツゲ）
    - var. japonica (Müll.Arg. ex Miq.) Rehder et E.H.Wilson ツゲ（アサマツゲ、コツゲ）【固有変種】
    - var. kitashimae (Yanagita) H.Ohba ベンテンツゲ（ミクラジマツゲ、ミクラツゲ、ハチジョウツゲ）【固有変種】
    - var. microphylla ヒメツゲ【栽培種】
    - var. riparia (Makino) Makino コツゲ【固有変種】

  - subsp. sinca Rehder et E.H.Wilson タイワンアサマツゲ[注 6]
- Buxus liukiuensis Makino オキナワツゲ（ケナシオキナワツゲ）

岡山・広島・朝鮮半島・中国にはチョウセンヒメツゲ準絶滅危惧（NT）（環境省レッドリスト）が、伊豆諸島にはベンテンツゲ（ミクラツゲ）が、紀伊半島と四国の一部で、渓流植物として知られるコツゲが、
南西諸島から中国・台湾にはタイワンアサマツゲ絶滅危惧IA類 (CR)（環境省レッドリスト）（中国語の黄楊にあたる。）がそれぞれ分布し、栽培種であるヒメツゲが各地で利用されている。
前述のように、御蔵島のある伊豆諸島のベンテンツゲは葉がやや大きく、亜種とする分類もある。
また、南西諸島・台湾には同属別種のオキナワツゲ絶滅危惧II類 (VU)（環境省レッドリスト）（「インカンキ」「リンギ」などとも呼ばれる。）が分布する。

### 自生地

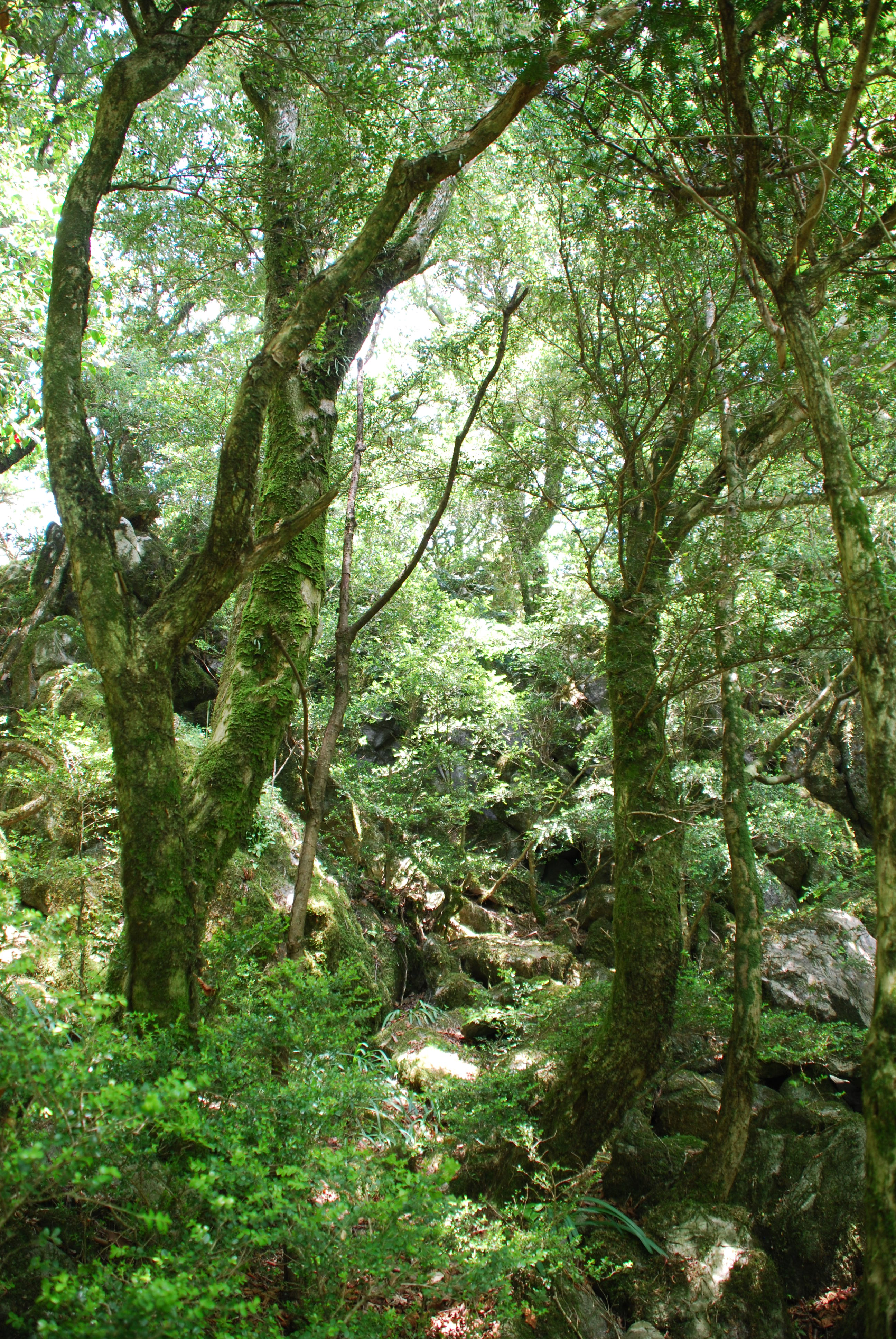
古処山ツゲ自然林。2014年5月4日撮影

ツゲの自生地としては、福岡県の朝倉市と嘉麻市にまたがる古処山が「古処山ツゲ原始林」（北緯33度29分1.7秒 東経130度43分32.4秒 / 北緯33.483806度 東経130.725667度）があり、ここは、1927年4月8日に天然記念物に指定され、その後1952年3月19日に特別天然記念物に指定が格上げされている。指定面積は11.7 ha。三郡変成帯に属する古処山には、標高600-859 mの山頂付近に石灰岩があり、高度からすると普通はブナ林となる環境だが、指定面積のうち3 haの面積の範囲で、石灰岩の露頭に沿って純度の高いツゲ林が帯状に形成されている。林におけるツゲの割合は80%から100%に達し、およそ6,600本の個体が生育する国内最高のツゲ林とされている。なかには樹齢1000年を超えるものもあるが、それでも高さ12 m、幹周は1.7 mに留まり、ツゲの特徴である成長の遅さを示している。尼川（1995年）は、「古処山ツゲ原始林」はブナの植生帯における石灰岩地にツゲ林が生育した学術上貴重な植生と説明している。1927年の天然記念物指定時には、「大部分は 変種オオヒメツゲ Buxus microphylla var. arborescens Nakai で、その他に変種アサマヅケ var. japonica と変種マルバツゲ var. rotundifolia Nakai がある」と説明されていたが、これらの変種は var. japonicaにまとめられ、その後、上述のとおり、Buxus microphylla にまとめられた。

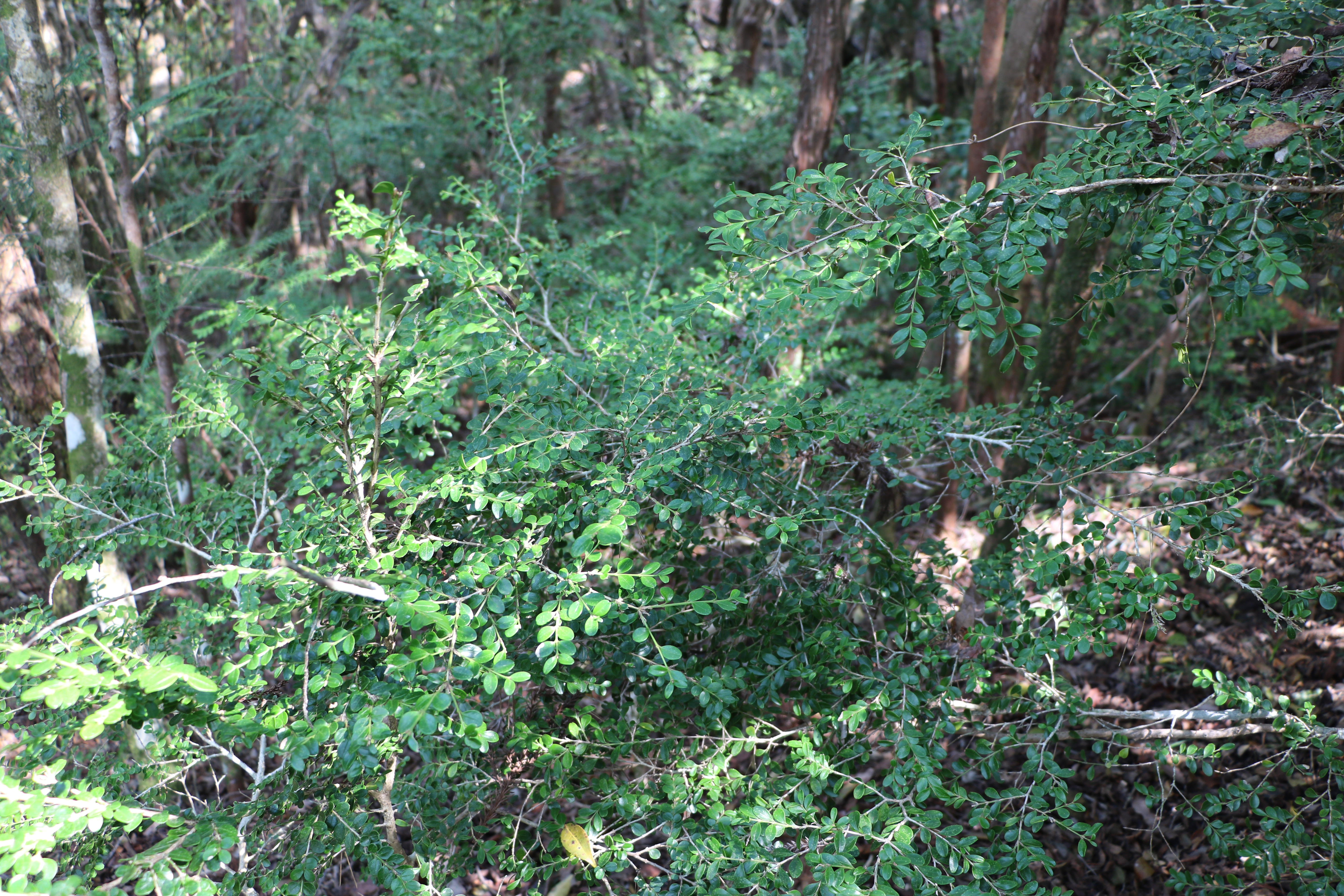
黄柳野ツゲ自生地。2022年4月20日撮影

愛知県の旧鳳来町黄柳野（つげの）地区（現新城市）の甚古山北斜面のツゲ自生地（北緯34度51分32.43秒 東経137度34分35.74秒 / 北緯34.8590083度 東経137.5765944度）は、1940年代にはツゲの自生地の北限と考えられていたこともあり、「黄柳野ツゲ自生地」として、1944年3月7日に天然記念物の指定を受けている。本地では、アカマツやウバメガシ等の常緑樹とともに、樹高の低いツゲが生育している。倉内（1995年）は、ツゲの北限としてよりも、本州内陸の蛇紋岩山地において、生育密度の大きいツゲとウバメガシの自生地として意義があるとしている。なお、黄柳野（つげの）の由来は、同じく本地に生育するイヌツゲである。
ツゲの北限は、山形県酒田市（旧・平田町）の小林川沿いのものとされている。このツゲ群落は、「小林川ツゲ植物群落」として、平成5年4月1日に林野庁の保護林（種類は「植物群落保護林」）に設定されている。

### 保全状況評価
日本の固有変種であり、環境省のレッドリストに掲載されていないものの、自生地が限られていることなどから、各地方公共団体のレッドリストには掲載されており、その数は22自治体である。また、自生地で説明したとおり、日本国内のツゲの自生地のうち、1箇所が特別天然記念物に、1箇所が天然記念物に指定されている。また、林野庁の保護林に、ツゲを対象とした1箇所が設定されている。

## 文化

### 日本人とツゲの利用
庭木によく利用される。成長に時間が掛かるツゲの材木は、木目が細かく最も緻密でかたく、道管が均一に分布する散孔材で、加工後の狂いが生じにくい。乾燥後の比重は0.8で硬く、黄色みを帯びて美しい。
こうした特徴により、古来、細工物の材料として親しまれ、印章、将棋の駒、版木、そろばんの珠、三味線のバチ、彫刻、ブローチ、櫛などの装身具、家具指物、下駄などに用いられてきた。現代ではツゲ材の将棋の駒は高級品であり、工芸品・美術品としての価値があるとみなされている。特に、堅く誤差の少なさが要求されるような物に適している。一般の印材、字母印材、彫刻材としてもっとも優秀である。製図機、測量用具などの重要な部材でもあり、かつては義歯にも使用された。版画の台木はサクラ材が主だが、人物の頭髪のような繊細な彫刻を必要とする部分のみツゲ材を埋め込んで使用することもある。かつて浮世絵の版木などにも用いられた。とりわけ日本で重用されたのが櫛である。ツゲ製の櫛は藤原京や平城京跡からたびたび出土している。
シャムツゲ
将棋の駒など細工品の用途では、材が淡黄褐色かつ緻密でツゲに似るタイ産のアカネ科クチナシ属のプッド Gardenia collinsiae(Wikispecies)を「シャムツゲ」と称し、安価な代用品として輸入されてきた。しかしシャムツゲの品質は著しく劣る。現代では、特に関東以東ではシャムツゲが大半を占めているとされていたが、公正取引委員会は「ツゲ」ではないものを「ツゲ」と表示することに対して是正を求め、「外国産アカネ」と表示されることになった。

### 文学
万葉集や新古今和歌集ではツゲを詠んだ和歌がいくつか登場するが、詠まれているツゲは植物そのものを指すのではなく、櫛、そして櫛の所有者である女性への恋慕の情を表現するために用いられている。
万葉集 第9巻(1777) 詠み人：播磨娘子
- 君なくは　なぞ身装はむ　櫛笥なる　黄楊の小櫛も　取らむとも思はず

（大意）あなたがいないのに、どうしてこの身を装いましょうか、化粧箱の中の櫛を手に取ろうとも思いません。
万葉集 第13巻(3295) （※長歌の一部抜粋）　詠み人知らず
- か黒き髪に　真木綿以ち　あざさ結ひ垂れ　大和の　黄楊の小櫛を　抑え挿す　刺細の子　それそわが妻

（大意）黒髪にあざさの花と大和産の櫛を挿している可愛い娘が私の妻なのです。
新古今和歌集(1036) 詠み人：式子内親王
- わが恋は　知る人もなし　せく床の　なみだもらすな　つげの小まくら

（大意）恋の悲しみに人知れず涙を流していることを、他人に告げないでくれ、黄楊の枕よ - 「ツゲ」と「告げる」の掛詞
俳諧では「つげ」「つげの花」は春の季語である。
- つげの花　ふたつ寄りそい　流れくる - 中村草田男
- 大虻に　蹴られてちりぬ　黄楊の花　-　小野蕪子
- 閑かさに　ひとりこぼれぬ　黄楊の花　-　阿波野青畝

ツゲの花の花言葉は「禁欲」「淡白」。

### ツゲにまつわる風習
日本では、特に鹿児島・薩摩地方や御蔵島産のツゲが有名である。鹿児島の旧習では、女の子が生まれるとツゲの木を植える。娘が年頃になる頃には、ツゲの木も成長しており、ツゲの木を切って売り、嫁入り道具を揃える。このため「嫁を探すならツゲの木を探せ」という言い回しがある。また、「薩摩つげ櫛」は、鹿児島県の伝統工芸品に指定されている。高級品とされるツゲ櫛は、使うほど艶が出るといわれ、昔は母から娘へと受け継がれた。

### 西洋のツゲと文化

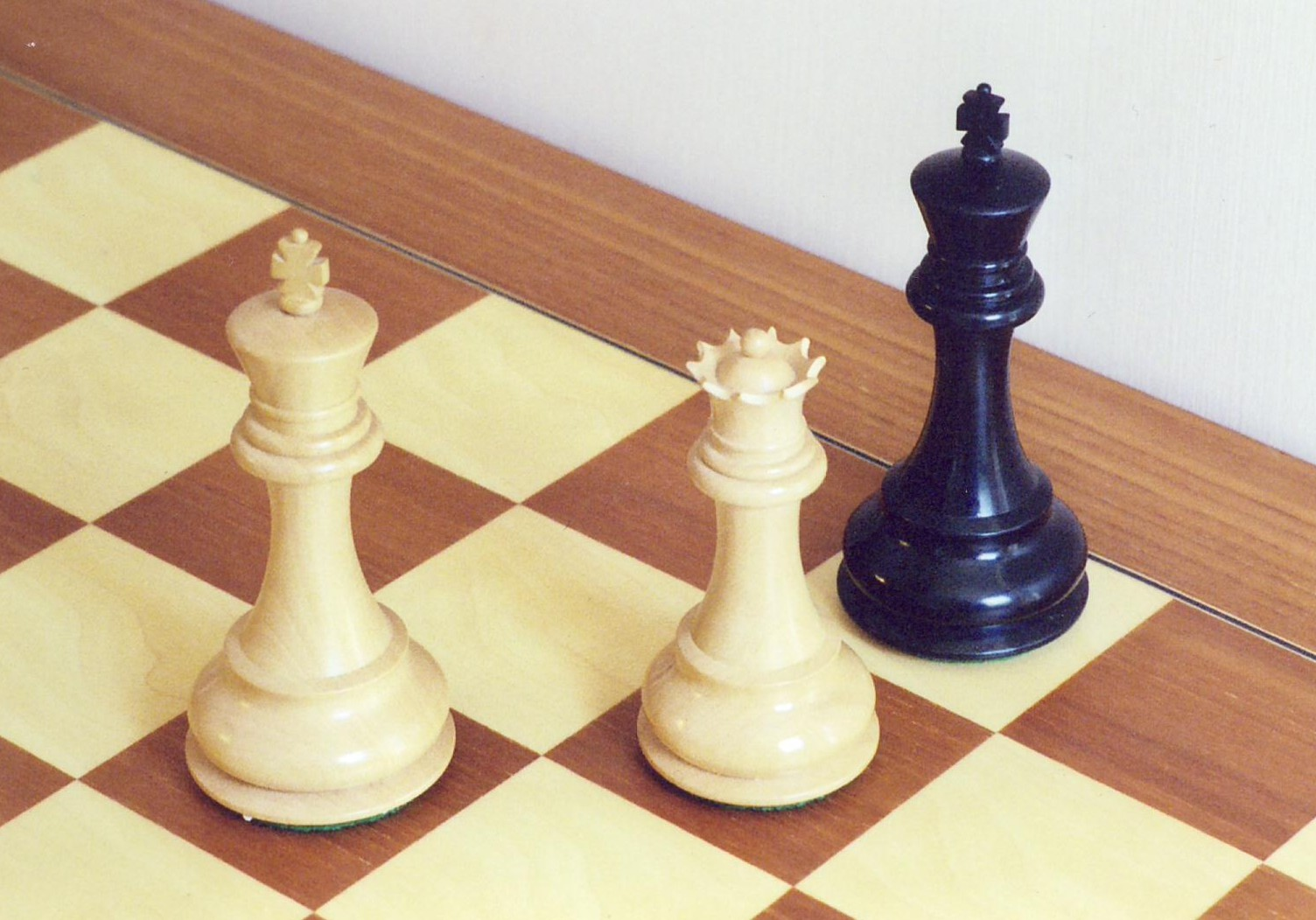
西洋ではチェスの駒（白）に用いられた。黒は黒檀を使った。（写真の黒駒は模造品）

ヨーロッパのツゲはふつうセイヨウツゲを指す。西洋では古来、ツゲは葬礼と関わりがあり、墓地にツゲの木を植える。葬儀では棺と一緒にツゲの枝を埋葬する。ワーズワースは19世紀のイングランド北部の葬儀の様子を伝えており、葬儀の参列者は1本ずつツゲの枝を持ち、墓穴に投げ入れるという風習があった。
一方、日本と同じように、ツゲは細工物、彫刻などに使われ、古代ギリシャではピュクシス（化粧箱）がつくられた。印章にも用いられたほか、チェスの駒、弦楽器、バグパイプなどに利用された。現代では、こうした西洋楽器の修理・修復にも日本のツゲが用いられている。

## 園芸

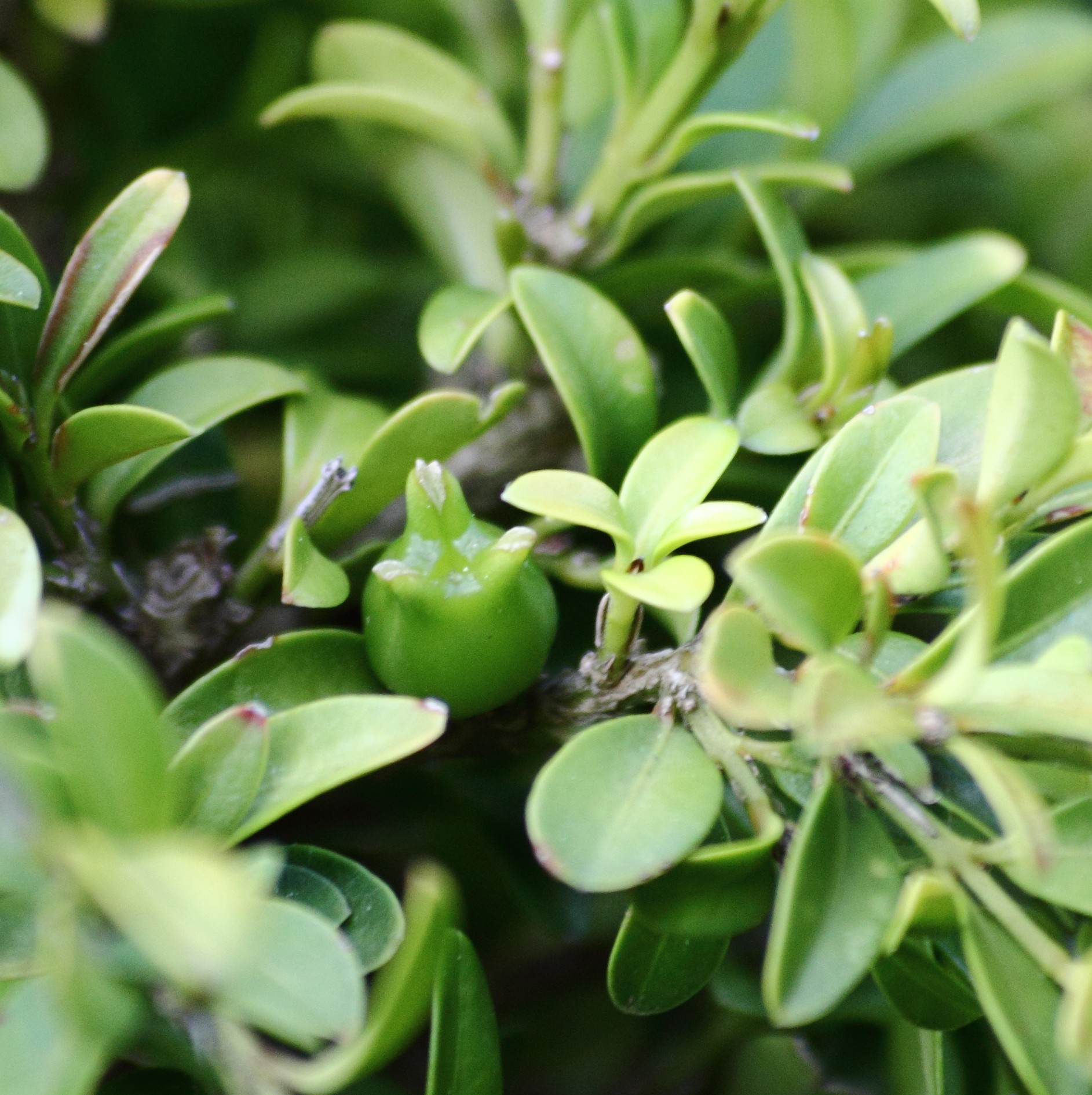
矮小型のヒメツゲ。

ツゲは背丈が低く、枝や葉が重なり合うように密になるので、垣根や庭木に使われる。西洋庭園では庭木や植え込み、花壇の縁取りに使われる。特にこの用途のために矮小化されたヒメツゲ（別名クサツゲ） Buxus microphylla var. microphylla は高さ1 mほどにしか成長せず、葉も一回り小さい。ヒメツゲは園芸、盆栽などにも愛好されるが、自生地は不明で、人工的に栽培されたものだけが知られている。
このほか、アフリカから西アジアを原産とする小型の種であるセイヨウツゲ B. sempervirens L. も庭園などで垣根に用いられ、形状や斑などの外見で多くの品種が出回っている。
日本では鹿児島県などで工芸品材料の高級材木としてツゲの栽培が行なわれている。しかし、農地（畑）から山林に地目変更することができる木材の中にツゲが含まれておらず、ツゲ林は「畑」として課税されている。
イヌツゲ

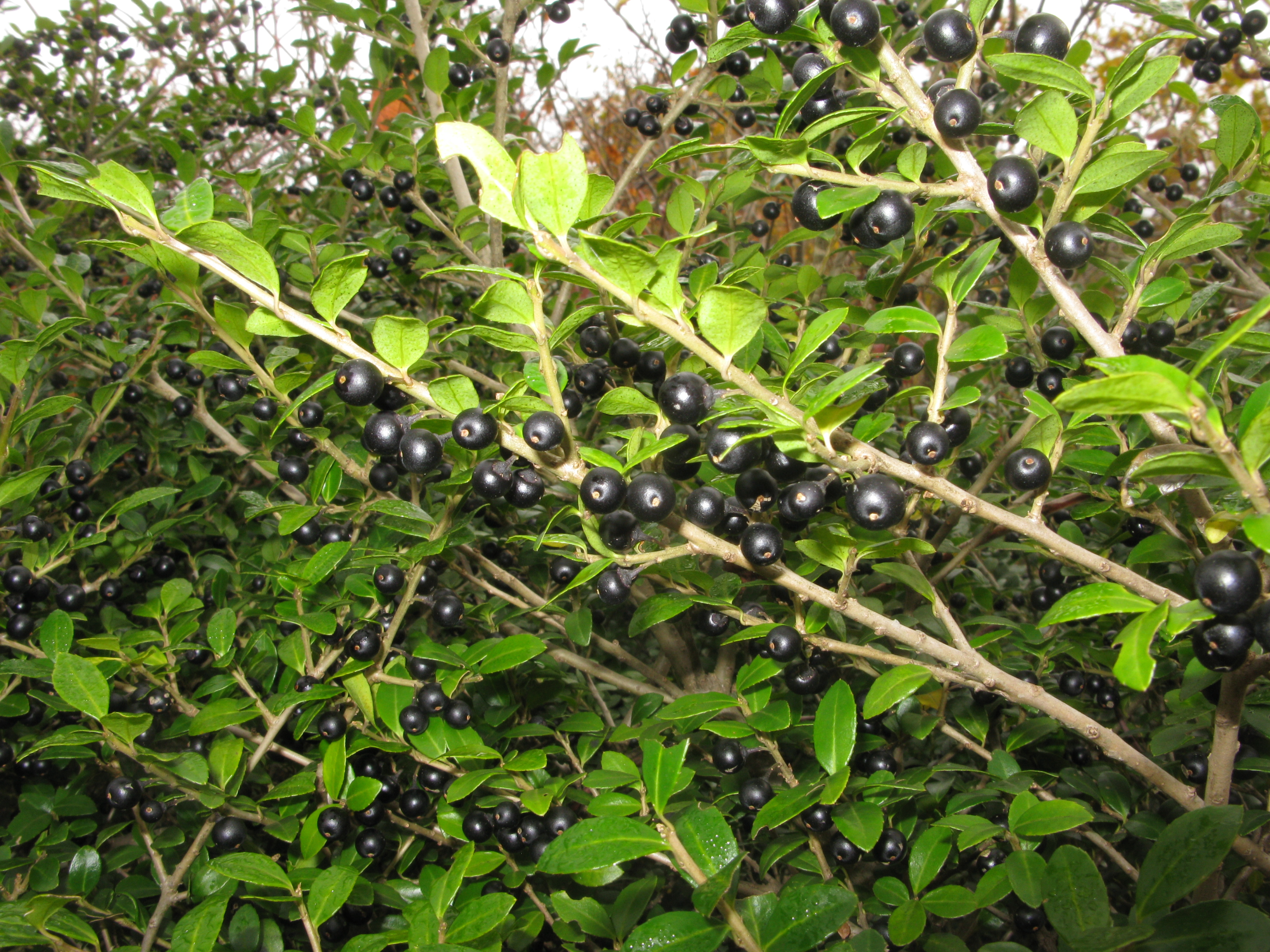
イヌツゲの実と葉

イヌツゲはモチノキ科に分類され、分類学的には全く異なる木だが、常緑、低木、小さく厚みの葉が密である点、灰褐色の樹皮などは見かけが似ており、盆栽や庭木などではイヌツゲを単に「ツゲ」と呼ぶ場合も多い。イヌツゲは土壌を選ばず刈込みも容易であることから、植込みなどに多用され、ツゲよりも広く出回っている。このため園芸では、特にイヌツゲとの区別を行うために、ツゲを「ホンツゲ」と言う。精緻に観察すると、ツゲの葉は対生であるのに対してイヌツゲは互生であったり、果実が石果であったりすることで容易に見分けられる。イヌツゲはツゲよりも北方まで分布し、ツゲ同様に彫刻や細工の材木に用いるが、ツゲよりも小さいために重用はされていない。